# Anna Holmquist
Anna Lovisa Dagmar Holmquist, född 30 april 1978, är en svensk formgivare.
Anna Holmquist studerade konstvetenskap vid Stockholms universitet 1997–1998, studerade på Goldsmith's College i London 1999–2000 och utbildade sig i industridesign på Konstfack i Stockholm 2000–2005.
Hon driver sedan omkring 2005 formgivningsbyrån Folkform i Stockholm tillsammans med Chandra Ahlsell.
Holmquist och Ahlsell fick 2019 Bruno Mathsson-priset med motiveringen: "... Prestigelöst och processinriktat fördjupar de sig i den traditionella industri- och hantverkskunskap som riskerar att gå förlorad, och skapar nya konstnärliga och distinkta uttryck".